# Alexander Hryntschak
Alexander Hryntschak (* 3. März 1891 in Wien; † 17. März 1974 ebenda) war ein österreichischer Politiker (CSP).

## Leben
Alexander Hryntschak studierte nach der 1910 abgelegten Matura Rechtswissenschaften und promovierte im Jahr 1917. Nach verschiedenen Stellen in der Privatwirtschaft war er zuletzt in den 1930er Jahren Konzipient in einer Anwaltskanzlei in Wien.
Am 15. Januar 1929 zog er als Abgeordneter der Christlichsozialen Partei in den Nationalrat ein, dem er bis zum 2. Mai 1934 angehören sollte. In der Zeit von 1934 bis 1938 war er Direktor der Wiener Symphoniker, ein Amt, welches er nach dem Anschluss Österreichs aufgeben musste. Er wurde daraufhin Direktor der Firma Fross-Büssing, eines Unternehmens, das Automobile produzierte.
Am 13. März 1938 wurde Hryntschak erstmals von der Gestapo verhaftet, kam jedoch am 15. Juni desselben Jahres wieder auf freien Fuß. Nach dem misslungenen Attentat vom 20. Juli 1944 und der damit einhergehenden Verhaftungswelle wurde auch Hryntschak am 23. August 1944 erneut verhaftet. Doch wegen mangelnden Beweisen und weil er auch keine Verbindungen zur Gruppe um Claus Schenk Graf von Stauffenberg hatte, wurde Hryntschak am 2. September 1944 wieder freigelassen.
1946 wurde Hryntschak Hauptgeschäftsführer der Vereinigung Österreichischer Industrieller, der heutigen Industriellenvereinigung. Er blieb es bis 1949. Auch arbeitete er noch einige Jahre als freiberuflicher Wirtschaftskonsulent.
Im Jahr 1951 wurde Hryntschak Präsident der Gesellschaft der Musikfreunde in Wien.